# 望月奈子
望月 奈子（もちづき なこ）は、日本の元AV女優。ファンスタープロモーション所属。

## 略歴
2020年に「八代れな（やしろ れな）」としてAVデビュー。所属事務所はクローネ。
2022年5月より「望月奈子」として活動を開始。
2023年7月1日Twitterにて引退を発表

## 作品

### アダルトDVD
「八代れな」名義
- 本屋で見つけたちっちゃな女の子を囲んでネチネチ痴漢する卑劣巨漢集団 ちいさくて可愛い歴代ミニ少女 厳選20人 総集編付き（9月10日、ナチュラルハイ）他出演:桃尻かのん、二ノ宮せな、皆月ひかる
- 満員バスで背後から制服越しにねっとり乳揉み痴漢され腰をクネらせ感じまくる巨乳女子●生 11（9月24日、ナチュラルハイ）他出演:黒川さりな、吉根ゆりあ、佐藤りこ
- 肛門センズリサポート 2 〜接写アナルで捗るオナニー〜（11月25日、SEX Agent）他出演:野々宮蘭、花宮レイ、岡部りいさ、橋本ちなつ、神田ひなこ
- 口内愛撫手淫（11月25日、SEX Agent）他出演:野々宮蘭、花宮レイ、岡部りいさ、橋本ちなつ、神田ひなこ

- 魔法美少女戦士フォンテーヌ（1月28日、GIGA）共演:辻さくら
- 完全撮り下ろし 乳もみナンパ! おっぱいパワーで日本を元気にしよう!! 恥じらう赤面素人娘100人の色・形・大きさの違う生おっぱいを揉んで!触って!鷲掴み! 街行く女の子たちに交渉→即揉み! vol.09 「今ここで!?さっき出会ったばかりなのに恥ずかしい…(照)」 5時間スペシャル!（2月1日、ディープス）他出演:99人
- 魔法美少女戦士フォンテーヌ 2（4月22日、GIGA）共演:辻さくら

「望月奈子」名義
- 身長138cm Fカップ。 みにまむ巨乳ちゃん。 土日はオジサンとSEX漬けっていうかおチ●ポ中毒（10月25日、SEX Agent）

### ネット配信
2021年
- 早期購入【合法**ちんぽ堕ち】身長138cm♥(??歳)めちゃキュートなちびっ子ちゃん　身長差40cmの巨根男との貴重なプラベSEX　ちっちゃい子はスケベなのはガチでした。ちびまんに種付け　個人撮影【（11月3日、【超】スタミナ二郎 増し増し）

2022年
- レミ（6月5日、いんすた）
- レミ 2（6月19日、いんすた）

### イメージDVD
- ちいさい恋みーつけた（2021年8月28日、CRANE）※「れな」名義
- 処女のキモチ（2022年2月25日、スパイスビジュアル）※「木村さち」名義

## 出演

### YouTube
- 【前編】水端あさみインタビュー!美熟女女優の初体験の場所は小○校の校庭???（2022年10月3日、実話BUNKAタブーチャンネル）
- 【後編】水端あさみインタビュー!本人と一緒にデビュー作を観てみた結果（2022年10月3日、実話BUNKAタブーチャンネル）

## 掲載

### 雑誌
- 週刊プレイボーイ No.27（集英社） - 「2022年 上半期新人AV女優「キャッチフレーズ」選手権!!」
- 実話BUNKA超タブー 2022年9月号（コアマガジン） - 袋とじ「恥ずかしがる本人とデビュー作を一緒に観てみた」